# 石川町 (青森県)
石川町（いしかわまち）は、かつて青森県にあった町。

## 沿革
- 1889年（明治22年）4月1日 - 町村制施行により南津軽郡石川村、乳井村、八幡館村、鯖石村、小金崎村、薬師堂村、大沢村、森山村が合併し、石川村（いしかわむら）が発足。
- 1923年（大正12年）4月1日 - 町制施行し石川町となる。
- 1957年（昭和32年）9月1日 - 弘前市に編入され消滅。
- 1964年（昭和39年）4月1日 - 旧町域の大字森山、大字小金崎の一部、大字八幡館の一部及び大字鯖石の一部が南津軽郡大鰐町に編入。

## 公共施設
弘前市との合併時点
- 国鉄奥羽本線石川駅
- 弘前電気鉄道新石川駅
  - 石川町域には義塾高校前駅・石川プール前駅があるが、当時は未開業。
- 石川中学校
- 石川小学校
  - 石川町域には東奥義塾高等学校があるが、弘前市との合併時点では、旧石川町域ではなく、弘前市中心部にあった。
- 石川郵便局